# Roger de Mortimer (Adliger, † nach 1080)
Roger de Mortimer (auch Roger I de Mortimer oder Mortemer) (bl. 1054–um 1080) war ein normannischer Magnat. Er war der Stammvater der anglonormannischen Familie Mortimer.

## Herkunft und Besitzungen in der Normandie
Die Herkunft von Roger de Mortimer ist nicht genau geklärt. Er stammte aus der Normandie und war auf jeden Fall mit den Rolloniden verwandt. Als am wahrscheinlichsten gilt, dass er ein Sohn von Ralph I de Warenne und von dessen Frau Beatrice war. Seine Mutter soll eine Nichte von Herzog Richard II. von der Normandie gewesen sein. Damit wäre Roger ein entfernter Cousin von Herzog Wilhelm II. gewesen. Dieser übergab dem jungen Roger die Burg von Mortemer an der Grenze der Normandie zu Amiens, und nach dieser Burg benannte sich später Roger. Dazu besaß Roger im Pays de Caux umfangreichen Landbesitz, wo er enge Verbindungen zum lokalen Adel hatte.

## Vasall von Herzog Wilhelm II.
Roger schwor auch dem benachbarten Graf Ralph de Crépy als Vasall Hommage. 1054 überfiel jedoch der französische König Heinrich I. die Normandie. Zu der französischen Armee, die nach Mortemer vorstieß, gehörte auch Ralph de Crépy. Zur Abwehr der Invasion sandte Herzog Wilhelm unter anderem Roger de Mortimer und Graf Robert von Eu, die die Franzosen in der Schlacht von Mortemer besiegen konnten. Dabei wurde Graf Ralph gefangen genommen. Roger behandelte seinen Lehnsherrn ritterlich. Er brachte ihn in seine Burg, so dass er ihn vor den Ansprüchen anderer Normannen schützen konnte, und geleitete ihn schließlich zurück zu seinen Besitzungen. Damit rief er den Zorn von Herzog Wilhelm hervor, der Roger aus der Normandie verbannte und seine Besitzungen beschlagnahmte. Roger konnte sich zwar wieder mit Wilhelm aussöhnen, der ihm daraufhin seine Güter, nicht aber die Burg von Mortemer zurückgab. Diese erhielt der mit Roger verwandte Guillaume de Warenne. Roger verlegte daraufhin seinen Hauptwohnsitz nach Saint Victor-en-Caux. Der Herzog hatte ihm wohl den Großteil seiner Besitzungen zurückgegeben, doch Roger war wohl noch immer in Ungnade. Er war vermutlich vom Herzogshof ausgeschlossen, denn bis 1066 bezeugte er keine Urkunden des Herzogs mehr. An der Eroberung Englands durch Herzog Wilhelm nahm vermutlich Mortimers Sohn Ralph, aber nicht Roger teil.

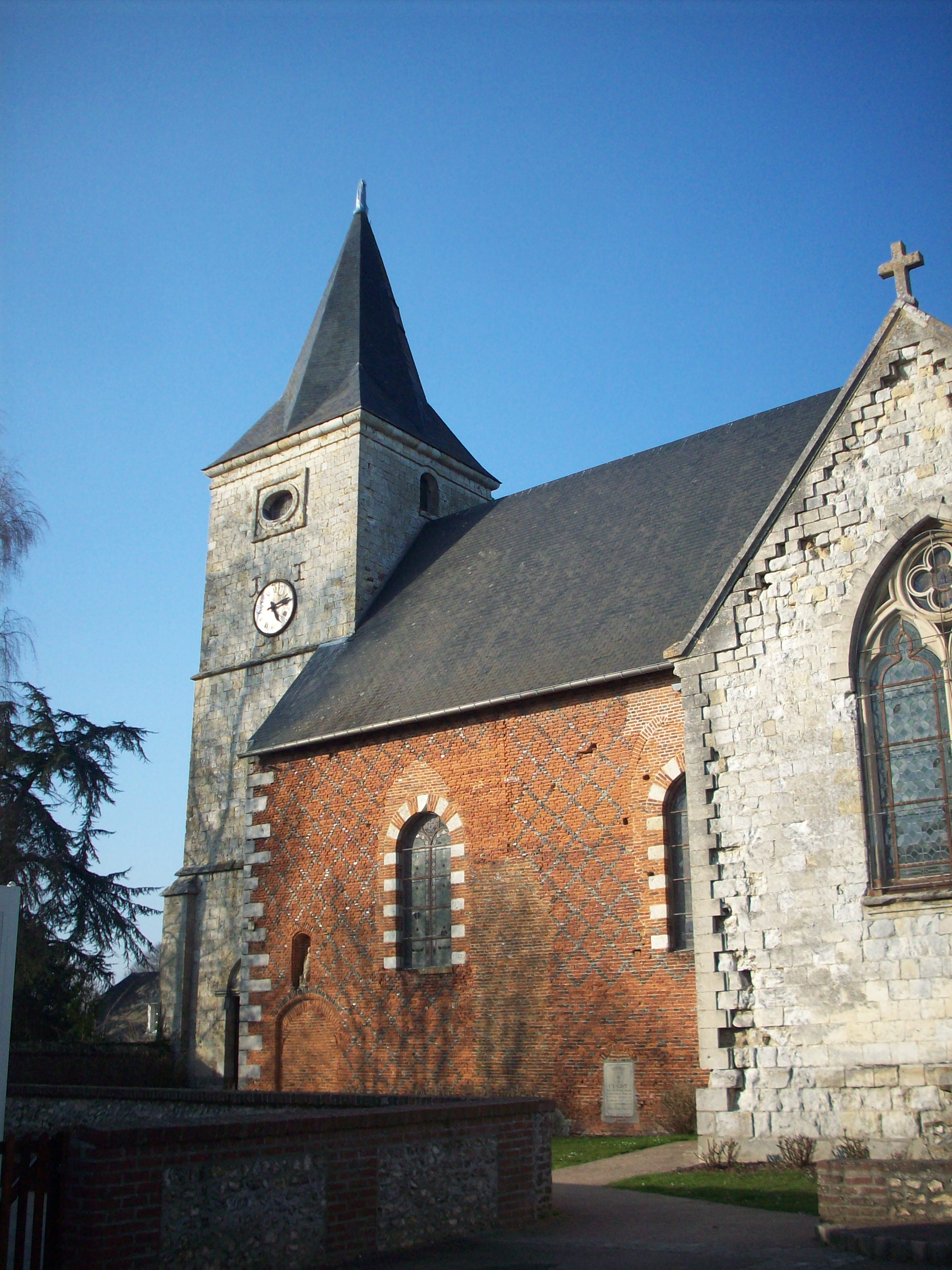
Die ursprünglich von Roger gestiftete Kirche von Saint-Victor-l’Abbaye

Als Belohnung für seine Teilnahme an der Eroberung erhielt Ralph umfangreiche Besitzungen in England, doch Roger war wahrscheinlich nie dort. Über sein weiteres Leben ist nur wenig bekannt. Er bezeugte die zwischen 1078 und 1080 ausgestellte Charter, mit der die Stiftung von Lewes Priory durch Guillaume de Warenne von König Wilhelm bestätigt wurde. Diese Urkunde wurde aber möglicherweise nicht in England, sondern in der Normandie ausgestellt. Auch das Todesjahr von Roger ist unbekannt. Sein Sohn Ralph war 1086 im Besitz der englischen Güter, doch damit ist nicht geklärt, ob Roger bereits gestorben war, denn er könnte weiterhin im Besitz der Güter in der Normandie gewesen sein.

## Erbe
Roger hatte die normannische Adlige Hawise geheiratet, die Besitzungen im Gebiet der Diözese Amiens erbte. Zusammen mit ihr stiftete er in Saint Victor-en-Caux ein Priorat, das 1074 mit Genehmigung von Erzbischof Johann II. von Rouen in eine Abtei umgewandelt wurde. Sein Erbe wurde sein Sohn Ralph.